# Gamarda
Gamarde (en francès Gamarde-les-Bains) és un municipi francès situat al departament de les Landes i a la regió de la Nova Aquitània.

## Demografia
| 1962                                       | 1968 | 1975 | 1982 | 1990 | 1999 | 2007 |
| ------------------------------------------ | ---- | ---- | ---- | ---- | ---- | ---- |
| 868                                        | 877  | 781  | 780  | 857  | 883  | 993  |
| Des de 1962: població sense dobles comptes |      |      |      |      |      |      |

## Administració
| Període | Identitat    | Partit        |
| ------- | ------------ | ------------- |
| 2001-   | André Cazaux | Divers gauche |